# Condado de Oakland
El condado de Oakland es un condado del estado de Míchigan, Estados Unidos. Tiene una población estimada, a mediados de 2023, de 1 270 426 habitantes.
La sede del condado oficialmente es Pontiac, aunque la sede del Ejecutivo está en el municipio de Waterford.

## Geografía
Según la Oficina del Censo, el condado tiene una superficie total de 2350 km², de los cuales 2250 km² corresponden a tierra firme y 100 km² están cubiertos de agua.

## Condados adyacentes
- Condado de Lapeer (noreste)
- Condado de Genesee (noroeste)
- Condado de Macomb (este)
- Condado de Wayne (sureste)
- Condado de Washtenaw (suroeste)
- Condado de Livingston (oeste)

## Demografía
Según la estimación 2018-2022 de la Oficina del Censo, los ingresos medios de los hogares del condado son de $90,594 y los ingresos medios de las familias son de $119,693. Los ingresos per cápita en los últimos doce meses, medidos en dólares de 2022, son de $53,157. Alrededor del 8.1% de la población está por debajo de la línea de pobreza nacional.
| 1960    | 1970    | 1980      | 1990      | 2000      | 2023 (est.) |
| ------- | ------- | --------- | --------- | --------- | ----------- |
| 690.259 | 907.871 | 1.011.793 | 1.083.592 | 1.194.156 | 1.270.426   |

## Comunidades

### Ciudades
| - Auburn Hills - Berkley - Birmingham - Bloomfield Hills - Clarkston - Clawson - Farmington - Farmington Hills - Fenton (en parte) - Ferndale - Hazel Park | - Huntington Woods - Keego Harbor - Lake Angelus - Lathrup Village - Madison Heights - Northville (en parte) - Novi - Oak Park - Orchard Lake Village - Pleasant Ridge | - Pontiac - Rochester - Rochester Hills - Royal Oak - South Lyon - Southfield - Sylvan Lake - Troy - Walled Lake - Wixom |

### Villas
- Beverly Hills
- Bingham Farms
- Franklin
- Holly
- Lake Orion
- Leonard
- Milford
- Ortonville
- Oxford
- Wolverine Lake

### Lugares designados por el censo (census-designated places,CDP)
- Allendale
- Beechwood
- Jenison

### Municipios
| - Municipio de Addison - Municipio de Bloomfield - Municipio de Brandon - Municipio de Commerce - Municipio de Groveland - Municipio de Highland - Municipio de Holly - Municipio de Independence - Municipio de Lyon - Municipio de Milford - Municipio de Novi | - Municipio de Oakland - Municipio de Orion - Municipio de Oxford - Municipio de Rose - Municipio de Royal Oak - Municipio de Southfield - Municipio de Springfield - Municipio de Troy - Municipio de Waterford - Municipio de West Bloomfield - Municipio de White Lake |